# Ngô Văn Cấn
Ngô Văn Cấn (sinh năm 1936 – mất ngày 22 tháng 2 năm 1972) là một quân nhân từng tham gia cuộc Chiến tranh Việt Nam trong hàng ngũ Quân đội nhân dân Việt Nam và qua đời khi đang tham gia phong trào Đồng Khởi Bến Tre. Anh được nhà nước Cộng hòa xã hội chủ nghĩa Việt Nam truy tặng danh hiệu Anh hùng Lực lượng vũ trang nhân dân.

## Binh nghiệp
Ngô Văn Cấn (bí danh Sáu Quyền) sinh năm 1936, dân tộc Kinh, quê ở xã Hưng Khánh Trung, huyện Chợ Lách, tỉnh Bến Tre. Khi qua đời, anh là đảng viên Đảng Cộng sản Việt Nam, tiểu đoàn trưởng tiểu đoàn 9 bộ binh, bộ đội địa phương tỉnh Bến Tre.
Từ khi nhập ngũ tới lúc mất, Ngô Văn Cấn tham gia chiến đấu ở nhiều địa bàn trong tỉnh Bến Tre. Tính chung trong hơn 12 năm, anh tham gia chiến đấu 210 trận, góp phần chỉ huy đơn vị tiêu diệt hơn 2.000 lính Mỹ, bắt 120 người, thu gần 100 súng các loại. Riêng cá nhân anh tiêu diệt và làm bị thương 185 lính Mỹ, bắt sống 13 người, thu giữ 35 súng và 7 máy thông tin. Ngô Văn Cấn cũng góp phần xây dựng cơ sở cách mạng trong vùng tạm chiếm với 40 cơ sở, trong đó có 15 cơ sở khởi nghĩa chống địa chủ phong kiến và chính quyền Việt Nam Cộng hoà.
Ngày 22 tháng 2 năm 1972, Ngô Văn Cấn qua đời sau khi chỉ huy Tiểu đoàn đánh gọn đồn Cầu Dầu (xã Phước Mỹ Trung, huyện Mỏ Cày nay là huyện Mỏ Cày Bắc) trong cuộc tổng tiến công Đồng khởi lần 2 năm 1972 ở Bến Tre.

## Khen thưởng
Ngô Văn Cấn được tặng thưởng một huân chương Chiến công Giải phóng hạng nhất, một huân chương Chiến công Giải phóng hạng ba, 15 bằng khen và giấy khen, hai lần chiến sĩ thi đua, 8 lần tặng danh hiệu "Dũng sĩ".
Ngày 6 tháng 11 năm 1978, Ngô Văn Cấn được Chủ tịch nước Việt Nam truy tặng danh hiệu Anh hùng Lực lượng vũ trang nhân dân.
Để vinh danh Ngô Văn Cấn, Hội đồng nhân dân tỉnh Bến Tre lấy tên anh đặt cho Trường Trung học phổ thông Ngô Văn Cấn tọa lạc ở xã Phước Mỹ Trung, huyện Mỏ Cày Bắc, tỉnh Bến Tre.